# Franz Thomas Weber

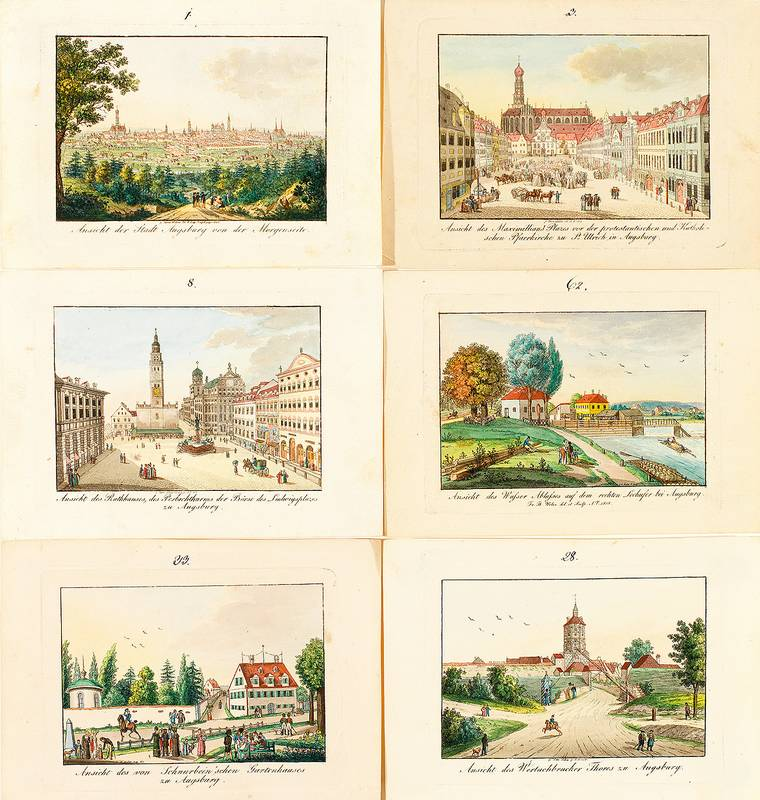
Diverse Ansichten Augsburgs um 1820

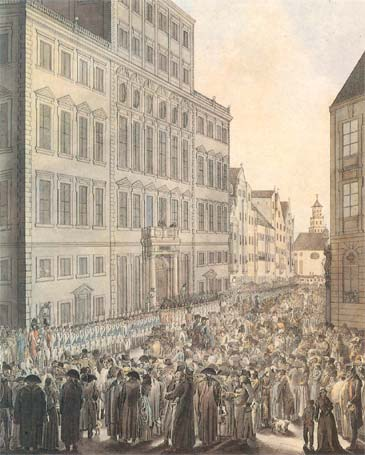
Niederschlagung des Augsburger Weberaufstands 1794

Franz Thomas Weber (* 1. August 1761 in Augsburg; † 2. Juni 1828 ebenda) war ein deutscher Kupferstecher und Radierer.
Seine Zeichnungen und Stiche sind insbesondere Zeugnisse der Augsburger Stadt- und Baugeschichte, unter anderem schuf er in den Jahren 1818 bis 1820 einen 71-teiligen Zyklus zu Augsburger Bauten und Örtlichkeiten.
Personendarstellungen sind in diesen Werken meist nur Staffage. Seine kolorierte Federzeichnung zum Augsburger Weberaufstand dokumentiert allerdings auch eine Begebenheit des Zeitgeschehens; sie zeigt, wie der Protest der Augsburger Weber, die wegen der Einfuhr ostindischer Baumwollstoffe um ihre Existenz fürchten mussten, von den Truppen des Schwäbischen Reichskreises endgültig niedergeschlagen wurde.